# Neuquén (provins)
 For alternative betydninger, se Neuquén. (Se også artikler, som begynder med Neuquén)
Provinsen Neuquén (spansk: Provincia de Neuquén) er en provins i det vestlige Argentina. Den grænser til naboprovinsene La Pampa, Río Negro og Mendoza samt til Chile. Neuquén ligger i den nordlige del af Patagonien og dækker et areal på 94.078 km2
og har et indbyggertal på 710.814 (2022) indbyggere. Hovedstaden hedder Neuquén.

## Links
- Officiel hjemmeside
- Neuquén, turistinformation Arkiveret 25. april 2009 hos  Wayback Machine